# Aegithalos bonvaloti
Az Aegithalos bonvaloti madarak osztályának verébalakúak (Passeriformes) rendjébe, ezen belül az őszapófélék (Aegithalidae) családjába tartozó faj.

## Rendszerezése
A fajt Émile Oustalet francia zoológus írta le 1892-ben, az Acredula nembe Acredula bonvaloti néven.

## Alfajai
- Aegithalos bonvaloti obscuratus (Mayr, 1940) – közép-Kína;
- Aegithalos bonvaloti bonvaloti (Oustalet, 1892)[2] – délközép-Kína, északkelet-Mianmar.

## Előfordulása
Kína és Mianmar területén honos. Természetes élőhelyei a mérsékelt övi erdők és cserjések, szubtrópusi vagy trópusi hegyi esőerdők és magaslati cserjések. Magassági vonuló.

## Megjelenése
Testhossza 11 centiméter.

## Életmód
Többnyire rovarokkal táplálkozik.

## Természetvédelmi helyzete
Az elterjedési területe nagyon nagy, egyedszáma pedig stabil. A Természetvédelmi Világszövetség Vörös listáján nem fenyegetett fajként szerepel.